# ريم رأفت
ريم رأفت (22 يونيو 1988 -)، ممثلة مصرية، متزوجة من الإعلامي يحيى حمزة.

## أعمالها[3]

### الأفلام
- نور عيني.
- فخفخينو.
- ضريبة المتعة.
- الغيبوبة.

### المسلسلات
- ابن النظام.
- نونة المأذونة.
- أحلام عادية.
- آدم

### الفوازير
- مسلسليكو :2013

## وصلات خارجية
- ريم رأفت على موقع الدهليز
- ريم رأفت على موقع قاعدة بيانات الأفلام العربية